# Vatla
Vatla är en by i västra Estland. Den ligger i Lääneranna kommun och landskapet Pärnumaa, 110 km sydväst om huvudstaden Tallinn. Vatla ligger 8 meter över havet och antalet invånare är 212. Byn tillhörde Hanila kommun och landskapet Läänemaa fram till kommunreformen 2017.
Terrängen runt Vatla är mycket platt. Runt Vatla är det mycket glesbefolkat, med 7 invånare per kvadratkilometer. Närmaste större samhälle är Virtsu, 12 km väster om Vatla. Omgivningarna runt Vatla är en mosaik av jordbruksmark och naturlig växtlighet.